# 讓-伊維斯·姆沃托·奧沃諾
讓-伊維斯·麥禾圖·奧禾奴（法語：Jean-Yves M'voto Owono，1988年9月6日—）是一名法國足球運動員，司職後衛，現效力英甲球會奧咸。

## 生平
麥禾圖出身法甲球會巴黎聖日耳門，於2008年1月15日轉投新特蘭，簽約三年半，轉會費沒有透露。2009年8月7日被借用到英甲球會修安聯直到2010年1月10日，其後延長至球季結，期間上陣17場及射入1球。2010年8月5日麥禾圖再被外借到英甲球會奧咸一個球季，上半季上陣17場及射入2球，其後因腳踝韌帶嚴重扭傷，於2011年1月13日中止借用送返新特蘭治理，於麥禾圖在3月傷愈後，奧咸再次借用直到球季結束。
未嘗為新特蘭上陣的麥禾圖於2011年4月7日已獲球會通知於季後放棄，當球季結束後奧咸領隊保羅·迪哥夫希望麥禾圖來季來投，6月30日麥禾圖與奧咸簽署兩年合約正式加盟。
2019年4月奧禾奴加盟挪威足球丙級聯賽球隊Nybergsund
。

## 外部連結
- 足球数据库：麥禾圖的球员统计数据
- 麥禾圖新特蘭官方球員介紹（页面存档备份，存于）